# Adenia natalensis
Adenia natalensis là một loài thực vật có hoa trong họ Lạc tiên. Loài này được W.J.de Wilde mô tả khoa học đầu tiên năm 1971.